# Hintersäule

Querschnitt des Rückenmarks, das Hinterhorn ist mit der 2 markiert.

Als Hintersäule (Sg. Columna posterior, Pl. Columnae posteriores) wird der rückenwärtige (dorsale) Teil der grauen Substanz des Rückenmarks bezeichnet, der im Rückenmarksquerschnitt als Hinterhorn zu erkennen ist. Sie enthält im Wesentlichen die Neuronen der aufsteigenden (aszendierenden), sensiblen Nervenbahnen des Rückenmarks.